# Чумаки

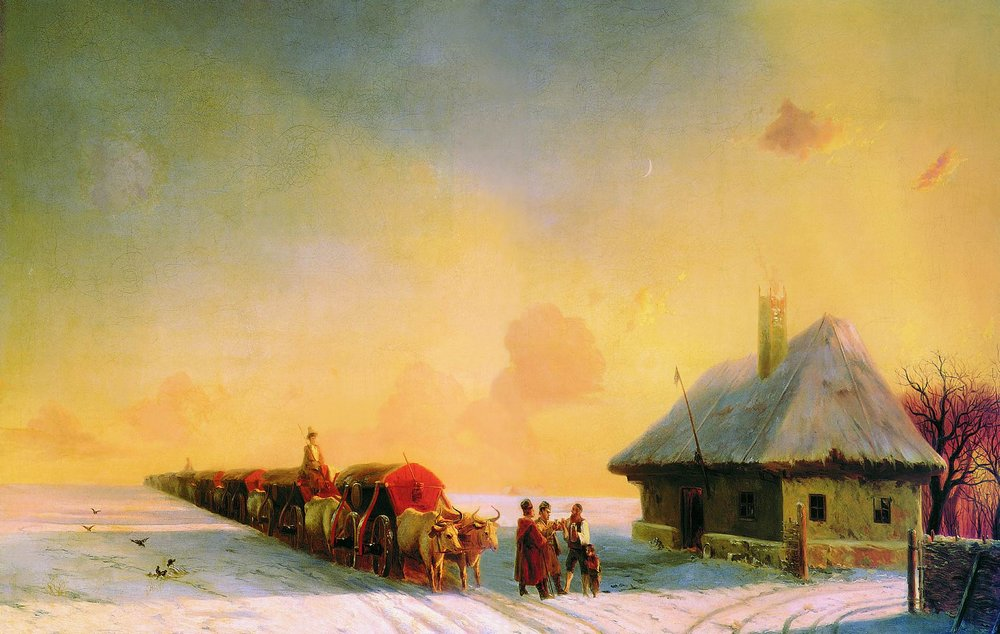
Айвазовский И. К. Чумаки в Малороссии, 1885 год.

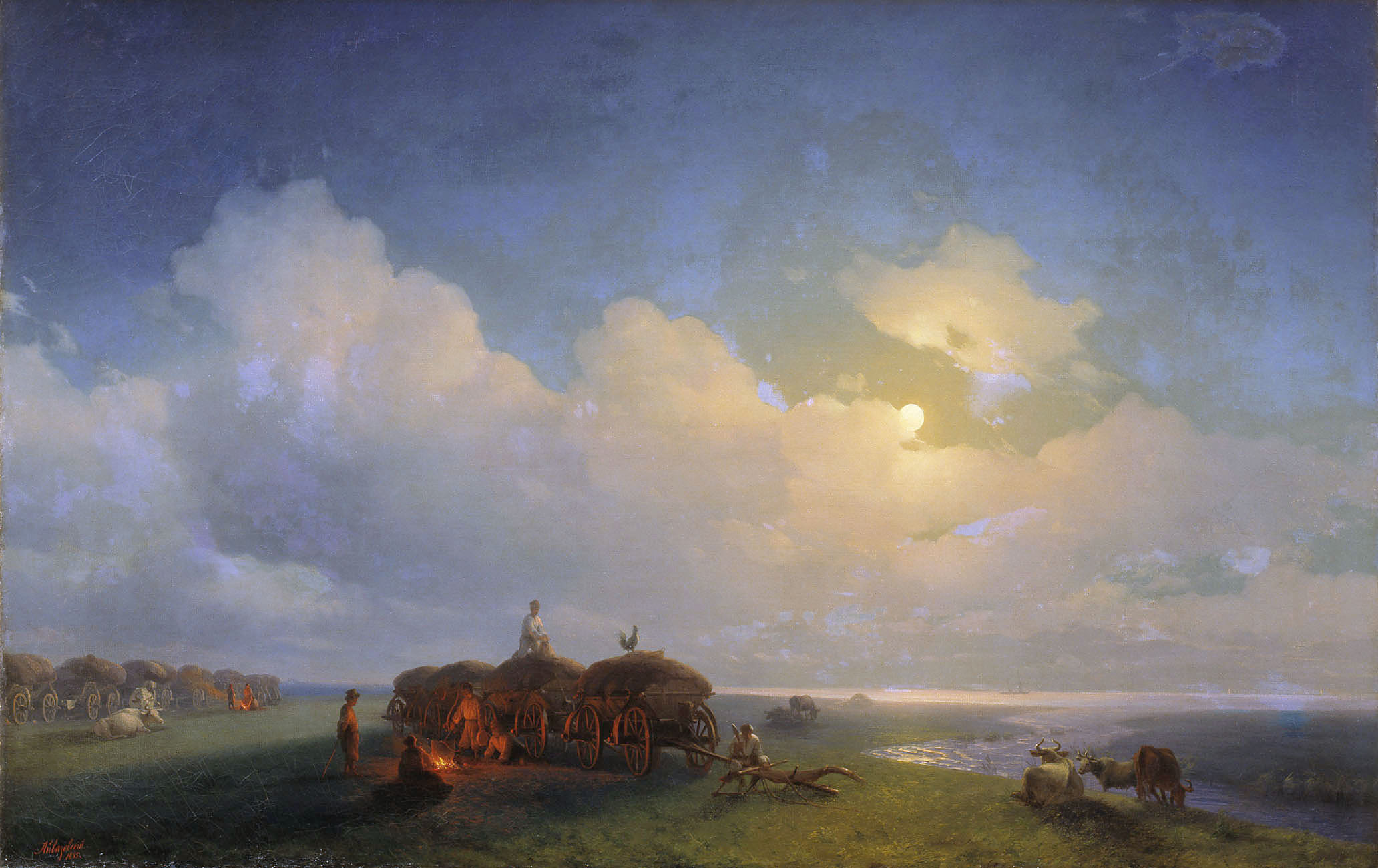
Айвазовский И. К. Чумаки на отдыхе, 1885

Чумаки (возчики, виноторговцы, солеторговцы) — категория населения, проживавшая на территории Малороссии, нынешней Украины, и Юге России XVI—XIX веков, занимавшаяся торгово-перевозным промыслом. 
Чумаки отправлялись на телегах, запряжённых волами, к Чёрному и Азовскому морям за солью и рыбой, развозили их по ярмаркам, а также занимались доставкой других товаров. Чумаки играли важную роль в торговле Новороссии, Гетманщины и Слободской Украины. Позднее чумаками стали называть торговцев, привозивших соль и с других месторождений, например с озёр Эльтон и Баскунчак. Староста артели (ватаги) чумаков, большак, выборный или наряженный от подрядчика — Ватажок, а Чума́к (м. юж. нврс. сар. млрс.) протяжной извозчик (возчик) на волах; в былое время, отвозили в Крым и на Дон хлеб, а брали рыбу и соль. 

## Этимология
Исследователи объясняют слово как заимствованное из тюркских языков: от турецкого čоmak (булава, длинная палка), уйгурского čоmak (сильный) или турецкого čumakdar (тот, что носит булаву). 
В «Древнетюркском словаре» слово «чомаг» (çomaq) означает посох, или палку с загнутым концом, на которую опирались при ходьбе
Согласно «Словарю тюркизмов в русском языке» в древнетюркских языках слово «чомак» (чomaq), наряду со значением «деревянная подпорка», обозначало дубинку с металлическим или каменным набалдашником. 
Менее убедительна версия, согласно которой название происходит от крымскотатарского слова «чюм», то есть ковш для питья; также утверждается, что этим словом у татар обозначали перевозчиков или даже извозчиков.

## Деятельность

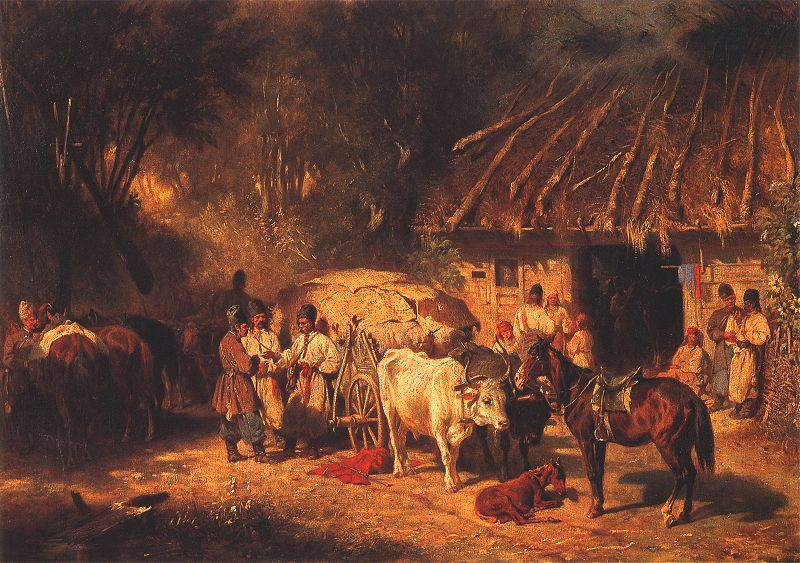
Юзеф Брандт. Чумаки на привале перед корчмою, 1865

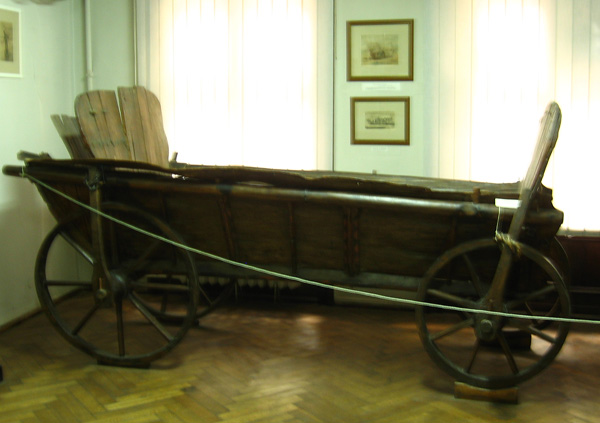
Чумацкий воз. Львовский исторический музей.

До проведения железных дорог это был обширный промысел, занимавший много людей. Кроме крупной торговли с турками, поляками, украинцами, новосербами, крымскими татарами, чумаки вели мелкую торговлю внутри Сечи, предметом которой были епанчи, седла, стрелы, луки, стремена, сабли, удила и прочее. Кроме Сечи, торговля производилась и в паланках — в сёлах на Кальмиусе, Буге, Днепре и других.
По степям Северного Причерноморья и Приазовья были проложены несколько чумацких шляхов — Чёрный, Муравский, Молдавский, Бакаев. Чумацкие тракты шли: на Одессу через Екатеринослав и Воронеж; в Крым — через Коломак, Карловку, Кочерижки, Карабиновку, Михайловку, Тимашевку, Сырогозы и Перекоп; на Дон — через Коломак, Берестянку, Корниевку, Гришино, Родивку до Ростова. Из Слободской Украины чумаки доходили на север до Москвы и на северо-востоке до Нижнего-Новгорода.
Перевозка осуществлялась большими деревянными возами (мажами), в которые запрягались пара или четверо волов. На такой воз могли загружать более 60 пудов соли. Чаще всего использовали так называемых бессарабских волов половой масти с длинными рогами.
Походы чумаков были весьма рискованными мероприятиями: часто торговцы подвергались нападениям со стороны гайдамаков и татар. По этой причине чумаки редко отправлялись в путь в одиночку. Их часто сопровождали конвойные, нанятые за особый «ралец». В случае набега грабителей чумаки для защиты строили из возов так называемый табор. Всякая группа или валка имела своего выборного атамана, избиравшегося из опытных чумаков: он указывал путь, определял дневных и ночных сторожей для скота, распоряжался временем езды и отдыха, разбирал ссоры между ватажанами и тому подобное. Кроме атамана, каждая валка имела ещё кухаря, то есть кашевара, на возу которого находились съестные припасы, а также казан и таганы. Позднее, особенно в первой половине XIX века, чумачество приобрело более мирный характер.
Обычно чумаки нагружали на воз около 50 пудов (820 кг); соли клали до 60 и 65 пудов (1 000 кг). В дорогу отправлялось несколько хозяев, по предварительному взаимному уговору. Общее число пар волов доходило тогда до 40. С хозяевами шли наймиты, по одному человеку на четыре-пять волов. Срок найма начинался Светлым Христовым Воскресением и кончался зимним Николаем, и за всё это время наймит получал от хозяина рублей 8 или 10 серебром. В XIX веке чумацкая валка уже не выбирала атамана и кашевара; старшим считался тот, кто уже ходил в дорогу и знал чумацкие тракты и обычаи. Варили пищу и стерегли волов в ночное время чумаки поочерёдно.
Присоединение причерноморских земель к Российской империи во второй половине XVIII века способствовало расцвету чумацкого промысла. В это время чумацкие шляхи проходили через Богополь, Кривое Озеро, Вознесенск. По словам русского писателя Г. П. Данилевского, в 1856 году командированного Морским министерством для изучения народного быта в малороссийские губернии и посвятившего чумацкому промыслу этнографический очерк, «прежде, за Екатерину и гетманов, бывали на Украине слободы человек в три тысячи и более жителей, всё чумаков, где не было ни одного плуга и ни одной бороны. Жители у себя дома только косили на зиму сено волам, а жены занимались молочными скопами со скота и птицею. Хлеб эти настоящие “чумацкие гнезда” покупали и за стыд считали вспахать и засеять хоть одну десятину земли, разве бабы только вскопают какой клочок под дыни и арбузы». 
Учитывая высокий спрос на лес и стройматериалы в южном регионе, чумаки скупали лес и лесоматериалы на днепровских пристанях в Черкассах, Новогригорьевске, Кременчуге, Каховке, а затем распродавали в Херсоне, Николаеве и Одессе. Часть этого леса и разные изделия из дерева выменивались на зерно в окружающих селах. С Киевщины в Николаев доставлялся хлеб; часть его покупалась для нужд флота морским ведомством, остальной доставлялся в Одессу каботажным флотом. Чумаки также доставляли на юг различные овощи, особенно картофель и лук, продавая их, в основном, в Херсоне и Николаеве. С юга традиционно доставляли соль, рыбу и разные товары из Одесского, Херсонского портов, а начиная с 1860-х годов и из Николаевского коммерческого порта. Одним из центров чумацкого промысла на Юге Украины был Ольвиополь. Чумаки из этого города специализировались на доставке зерна в Одессу, Николаев. Вознесенск. Более состоятельные закупали рыбу и соль, которую продавали в Каменце-Подольском и Старконстантинове.
Главным недостатком чумацкого транспорта была малая скорость транспортировки; при этом он считался достаточно надёжным.

## Роль чумаков
Чумаки представляли собой прототип национального украинского купечества, основанный на началах товарищества и взаимовыручки. Однако первые чумаки были не только торговцами, но и промышленниками, и воинами. Чумацкая торговля была популярна и уважаема, так как была честна и сопряжена с опасностями для жизни. В Запорожье чумаки объединялись в «артели», как воины входили в состав низового казачества, платили всю прибыль от промысла в войсковой скарб и возмещали свои убытки войсковой казной.

## В художественной литературе
- Культура и быт украинских чумаков описывается в автобиграфической «Повести о жизни» (1946) советского писателя К. Г. Паустовского, родной дед которого сам в молодости был чумаком.